# Liên đoàn Quy hoạch và Điều tra tài nguyên nước Miền bắc
Liên đoàn Quy hoạch và Điều tra tài nguyên nước miền Bắc là đơn vị sự nghiệp công lập trực thuộc Trung tâm Quy hoạch và Điều tra tài nguyên nước quốc gia - Bộ Tài nguyên và Môi trường, có chức năng lập quy hoạch, điều tra cơ bản, quan trắc tài nguyên nước trên địa bàn các tỉnh khu vực Bắc Bộ và Bắc Trung Bộ (gọi tắt là các tỉnh miền Bắc); thực hiện các hoạt động tư vấn, dịch vụ trong lĩnh vực tài nguyên nước theo quy định của pháp luật. Liên đoànQuy hoạch và Điều tra tài nguyên nước miền Bắc có tư cách pháp nhân, có con dấu và tài khoản riêng; trụ sở tại thành phố Hà Nội. Liên đoàn có tên giao dịch tiếng Anh là Northern division for water resources planning and investigation, viết tắt là NVWATER
Chức năng nhiệm vụ và cơ cấu tổ chức của Liên đoàn được ban hành theo Quyết định số 346/QĐ-TNNQG ngày 01 tháng 12 năm 2017 của Tổng giám đốc Trung tâm Quy hoạch và Điều tra tài nguyên nước quốc gia.
Trụ sở Liên đoàn hiện ở Số 10, ngõ 42, phố Trần Cung, Phường Nghĩa Tân, quận Cầu Giấy, thành phố Hà Nội.

## Chức năng nhiệm vụ
I. Vị trí và chức năng
1. Liên đoàn Quy hoạch và Điều tra tài nguyên nước miền Bắc là đơn vị sự nghiệp công lập trực thuộc Trung tâm Quy hoạch và Điều tra tài nguyên nước quốc gia, cóchức năng lập quy hoạch, điều tra cơ bản, quan trắc tài nguyên nước trên địa bàn các tỉnh khu vực Bắc Bộ và Bắc Trung Bộ (gọi tắt là các tỉnh miền Bắc); thực hiện các hoạt động tư vấn, dịch vụ trong lĩnh vực tài nguyên nước theo quy định của pháp luật.
2. Liên đoànQuy hoạch và Điều tra tài nguyên nước miền Bắc có tư cách pháp nhân, có con dấu và tài khoản riêng; trụ sở tại thành phố Hà Nội.
II. Nhiệm vụ và quyền hạn
1. Trình Tổng Giám đốc chương trình, đề án, dự án, kế hoạch trung hạn và hàng năm về công tác quy hoạch, điều tra cơ bản, quan trắc tài nguyên nước theo chức năng của Liên đoàn; tổ chức thực hiện sau khi được phê duyệt.
2. Lập quy hoạch tài nguyên nước:
a) Tham gia thực hiện việc lập quy hoạch tài nguyên nước chung của cả nước;
b) Thực hiện việc lập quy hoạch tài nguyên nước lưu vực sông liên tỉnh, nguồn nước liên quốc gia, nguồn nước liên tỉnhtheo phân công của Tổng Giám đốc.
3. Thực hiện điều tra cơ bản tài nguyên nướctrên địa bàn các tỉnh miền Bắc và theo phân công của Tổng Giám đốc:
a) Điều tra, đánh giá tài nguyên nước, bao gồm: Lập bản đồ đặc trưng lưu vực sông, bản đồ đặc trưng các sông, suối, hồ, đầm, phá; bản đồ địa chất thủy văn; bản đồ tài nguyên nước, bản đồ phân vùng chất lượng nguồn nước, các bản đồ chuyên đề về tài nguyên nước; đánh giá, phân loại số lượng và chất lượng các nguồn nước; tìm kiếm các nguồn nước dưới đất; xác định dòng chảy tối thiểu trong sông, các khu vực dự trữ nước; khả năng bổ sung nhân tạo nước dưới đất;
b) Định kỳ kiểm kê tài nguyên nước và thống kê các chỉ tiêu tài nguyên nước hàng năm;
c)Điều tra hiện trạng khai thác, sử dụng tài nguyên nước, xả nước thải, chất thải khác vào nguồn nước.
4. Quản lý và vận hành mạng lưới trạm quan trắc tài nguyên nước; duy tu bảo dưỡng công trình và thiết bị quan trắc; đo đạc thu thập, chỉnh lý số liệu quan trắc; xây dựng, cập nhật dữ liệu quan trắc tài nguyên nước trên địa bàn các tỉnh miền Bắc.
5. Thực hiện các hoạt động phục vụ công tác bảo vệ tài nguyên nước: Điều tra, phòng, chống ô nhiễm, suy thoái, cạn kiệt, nhiễm mặn nguồn nước; bảo vệ nguồn sinh thủy, miền cấp, các khu vực lấy nước, đảm bảo lưu thông dòng chảy; xác định ngưỡng khai thác đối với các tầng chứa nước; đánh giá khả năng tự bảo vệ các nguồn nước; đánh giá tác động của biến đổi khí hậu đối với tài nguyên nước và các tác hại do nước gây ra; xác định khả năng tiếp nhận nước thải của nguồn nước; xây dựng hành lang bảo vệ các nguồn nước theo phân công của Tổng Giám đốc.
6. Điều tra, nghiên cứu địa nhiệt, nước nóng, nước khoáng và điều tra cơ bản địa chất công trình, các hiện tượng địa động lực công trình, các tai biến địa chất liên quan đến nước theo phân công của Tổng Giám đốc.
7. Thực hiện các chương trình, đề tài nghiên cứu, ứng dụng, chuyển giao khoa học, công nghệ về tài nguyên nước theo phân công của Tổng Giám đốc.
8. Thực hiện các hoạt động tư vấn, dịch vụ, bao gồm: Quy hoạch, điều tra, đánh giá, tìm kiếm thăm dò, khai thác sử dụng, quan trắc và dự báo tài nguyên nước; đánh giá tác động của biến đổi khí hậu đến tài nguyên nước; cải tạo, phục hồi nguồn nước bị ô nhiễm, suy thoái, cạn kiệt; điều tra, khảo sát và thăm dò khoáng sản; khảo sát địa chất công trình, địa kỹ thuật;điều tra xả thải; phân tích, thí nghiệm các loại mẫu nước, đất và các dịch vụ khác theo quy định của pháp luật.
9. Tham gia xây dựng tiêu chuẩn, quy chuẩn kỹ thuật, định mức kinh tế - kỹ thuật về quy hoạch, điều tra, đánh giá và quan trắc tài nguyên nướctheo phân công của Tổng Giám đốc.
10. Tham gia đào tạo, tập huấn kỹ thuật, chuyên môn, nghiệp vụ quy hoạch, điều tra, đánh giá, quan trắc tài nguyên nước theo phân công của Tổng Giám đốc.
11. Thực hiện hợp tác quốc tế trong lĩnh vực tài nguyên nước theo phân công của Tổng Giám đốc.
12. Quản lý tài chính, tài sản thuộc Liên đoàn; thực hiện trách nhiệm của đơn vị dự toán cấp III đối với các đơn vị trực thuộc Liên đoàn theo quy định của pháp luật.
13. Tổ chức thực hiện cải cách hành chính theo chương trình, kế hoạch cải cách hành chính của Trung tâm.
14. Quản lý về tổ chức, bộ máy,vị trí việc làm, cơ cấu viên chức theo chức danh nghề nghiệp và số người làm việc của đơn vị theo phân cấp của Trung tâm và theo quy định của pháp luật.
15. Thống kê, báo cáo định kỳ và đột xuất tình hình thực hiện nhiệm vụ được giao.
16. Thực hiện các nhiệm vụ khác theo phân công của Tổng Giám đốc.

## Cơ cấu tổ chức
Liên đoàn Quy hoạch và Điều tra tài nguyên nước miền Bắc hiện gồm có các phòng chức năng và các Đơn vị trực thuộc sau đây:
| Tt | Tên                                      | Địa chỉ   | Lãnh đạo                   |
| -- | ---------------------------------------- | --------- | -------------------------- |
| 1. | Phòng Điều tra tài nguyên nước           |           | TP. Tống Thanh             |
| 2. | Phòng Quy hoạch tài nguyên nước          |           | PTP. Chu Minh Thu          |
| 3. | Phòng Kế hoạch - Tài chính               |           | TP. Nguyễn Thị Thanh Hương |
| 4. | Phòng Công nghệ, phân tích và xử lý nước |           | TP. Phạm Văn Quảng         |
| 5. | Văn phòng                                |           | CVP. Phạm Trung Thành      |
| 6. | Đoàn tài nguyên nước Bắc Bộ              | Hải Dương | ĐT. Đinh Văn Bình          |
| 7. | Đoàn tài nguyên nước Bắc Trung Bộ        | Nghệ An   | ĐT. Đinh Công Hùng         |
| 8. | Đoàn quan trắc tài nguyên nước miền Bắc  | Hà Nội    | ĐT. Bùi Văn Huy            |